# 비서사 영화
비서사 영화는 서사적이지 않은, 실제 사건이나 상상의 사건과 관련된 영화를 의미한다. 예술 영화나 실험 영화의 일종이며 대중의 엔터테인먼트를 목적으로 제작되지 않는 것이 보통이다.

## 절대영화
다다이즘은 각국에서 과거의 모든 예술을 부정하는 운동을 유발하여 마침내 영화에도 그 영향이 파급되었다. 1922년에 다다이즘의 화가 비킹 에겔링은 추상적인 기하학적 형상만을 촬영한 <대각선 교향악>을 만들었다. 그림의 절대주의는 일체의 객관적·구체적·일상적인 형상을 추방하고 인상주의의 심리적인 지배에서 벗어나 그림의 절대(絶對) 형성을 추구하고 있으나, 한스 리히터의 <리듬>은 면(面)을 이용하고 있으며, 더구나 발터 루트만의 <작품>에서는 형상의 종류가 증가하고 파상선(波狀線)을 많이 사용하고 있다. 영상의 구상성(具象性)을 부정한 이 세 화가의 영화는 마음껏 음악에 대한 커다란 접근을 보였고, 에겔링과 리히터는 그림 속에 담긴 음악을 표현하려 했으며, 루트만은 외부에 있는 현실적인 음악을 시각화(視覺化)하려 했다. 절대영화는 공간적인 절대회화(絶對會畵)가 영화에 의해 시간적으로 전개된 작품이었으나, 토키 이후 이것은 오스카 피싱거의 <빛의 교향악>, 그리고 전후의 노만 매클래런의 색채 추상만화 등에서 그 영향과 발전을 볼 수 있다.

## 순수영화
독일을 중심으로 한 절대영화는 일체의 구상적인 영상을 부정하고 기하학적인 추상도형(抽象圖形)에만 의지해서 영화를 만들었으나, 프랑스를 주로 한 순수영화는 모든 물체를 영상으로 다룬다. 따라서 현실의 물질을 촬영한 구상적인 영상이 많이 쓰이지만, 그것은 리듬에 의하여 사실의 논리나 물체의 현실성에서 떠나, 미지의 다른 비전을 낳는다. 이것은 다다이즘과 퓨어리즘의 영향을 받아 영화의 포토제니설(說)을 창작화(創作化)하려 하는 것으로 영상의 리드미컬한 운동을 극도로 발휘하여 영화의 순수화함을 목적으로 했다. 1924년경부터 나타난 주된 영화는 페르낭 레제의 <기계적 무용>, 앙리 쇼메트의 <반사(反射)와 속력의 장난>, <순수영화의 5분간>, 우제느 데스라프의 <기계의 행진>, 제르메느 뒬라크의 <아라베스크> <레코드 번호 957> <테마와 베리에이션>, 르네 클레르의 <탑> 등이 있다. 순수영화는 시각의 순수성을 뜻하며, 그 중에도 레제는 속력의 베리에이션과 리듬, 특히 다이내믹한 리듬을 강조했다. 그들이 개척한 기법은 그 뒤 극영화에 채용되었다.

## 같이 보기
- 초현실주의 영화
- 예술 영화
- 다큐멘터리 영화